# Blinky Bill fehér karácsonya
A Blinky Bill fehér karácsonya (eredeti cím: Blinky Bill's White Christmas) 2005-ben bemutatott ausztrál 2D-s számítógépes animációs filmvígjáték, amelyet Guy Gross rendezett. A zenéjét szintén Guy Gross szerezte. Az animációs játékfilm a Yoram Gross EM-TV Pty. Limited gyártásában készült. A producere Yoram Gross. A tévéfilm a Channel Seven, Sydney forgalmazásában jelent meg. A magyar változat 2006-ban DVD-n jelent meg a Mirax forgalmazásában.
Ausztráliában 2005. december 24-én a Seven Network-ön mutatták be a televízióban. Magyarországon új magyar szinkronnal először az M2-n sugározták.

## Szereplők
| Szereplő             | Eredeti hang | Magyar hang                                   | Magyar hang                   |
| Szereplő             | Eredeti hang | 1. magyar szinkron (Mirax, 2006)              | 2. magyar szinkron (M2, 2013) |
| -------------------- | ------------ | --------------------------------------------- | ----------------------------- |
| Blinky Bill          | Robyn Moore  | Bolba Tamás                                   | Németh Kriszta                |
| Blinky Bill          | Robyn Moore  | A rosszcsont fiúkoala, megmenti az erdőt.     |                               |
| Mogyorócska          | Robyn Moore  | Fehér Anna                                    | Mezei Kitty                   |
| Mogyorócska          | Robyn Moore  | Az aranyos lánykoala, Blinky barátnője.       |                               |
| Hápi                 | Keith Scott  | Kerekes József                                | Gubányi György István         |
| Hápi                 | Keith Scott  | A kacsacsőrű emlős.                           |                               |
| Lakli                | Keith Scott  | Gardi Tamás                                   | Maday Gábor                   |
| Lakli                | Keith Scott  | A nagy növésű kenguru.                        |                               |
| Pelikán polgármester | Keith Scott  | Versényi László                               | Nagy Viktor                   |
| Pelikán polgármester | Keith Scott  | A pelikán, aki az erdőben hozza a döntéseket. |                               |
| Hódapó               | Keith Scott  | Gruber Hugó                                   | Élő Balázs                    |
| Hódapó               | Keith Scott  | Az öreg vombat.                               |                               |
| Csapó                | Keith Scott  | Háda János                                    | Papucsek Vilmos               |
| Csapó                | Keith Scott  | kövér vadorzó                                 |                               |
| Vági                 | Keith Scott  | Kárpáti Levente                               | Szokol Péter                  |
| Vági                 | Keith Scott  | sovány vadorzó                                |                               |
| Szarkanéni           | Robyn Moore  | Tallós Rita                                   | ?                             |
| Szarkanéni           | Robyn Moore  | A szarka, aki a tanárnő.                      |                               |
| Koalamama            | Robyn Moore  | Szabó Éva                                     | ?                             |
| Koalamama            | Robyn Moore  | Blinky édesanyja                              |                               |
| Marcia               | Robyn Moore  | Horváth Csenge                                | Dömök Edina                   |
| Marcia               | Robyn Moore  | Az erszényescickány lány.                     |                               |
| Johnny               | Robyn Moore  | Penke Bence                                   | Bella Levente                 |
| Johnny               | Robyn Moore  | A nyuszi fiú.                                 |                               |